# Parodia buiningii
Parodia buiningii är en kaktusväxtart som först beskrevs av Franz Buxbaum, och fick sitt nu gällande namn av Nigel Paul Taylor. Parodia buiningii ingår i släktet Parodia och familjen kaktusväxter. Inga underarter finns listade i Catalogue of Life.

## Bildgalleri

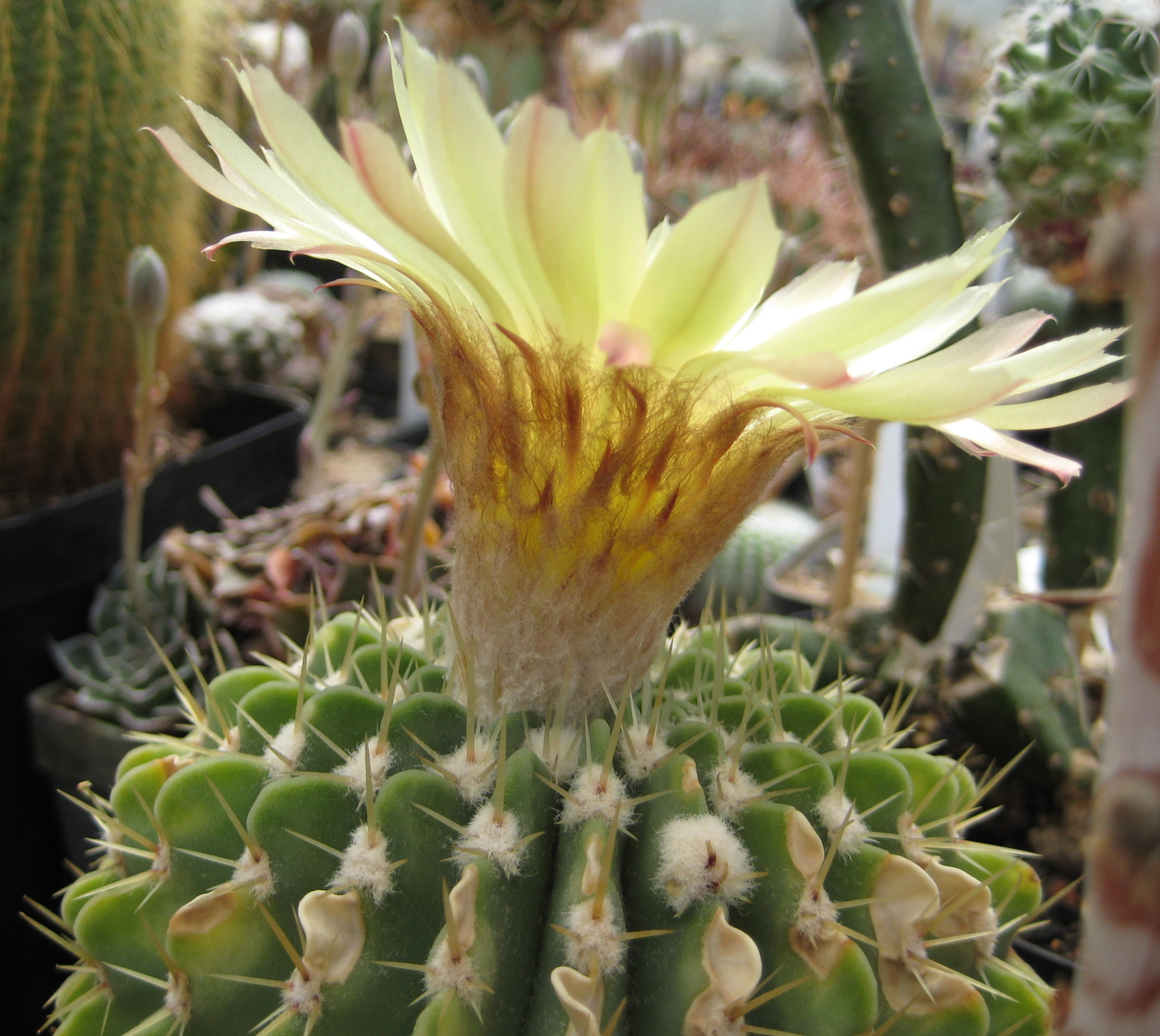
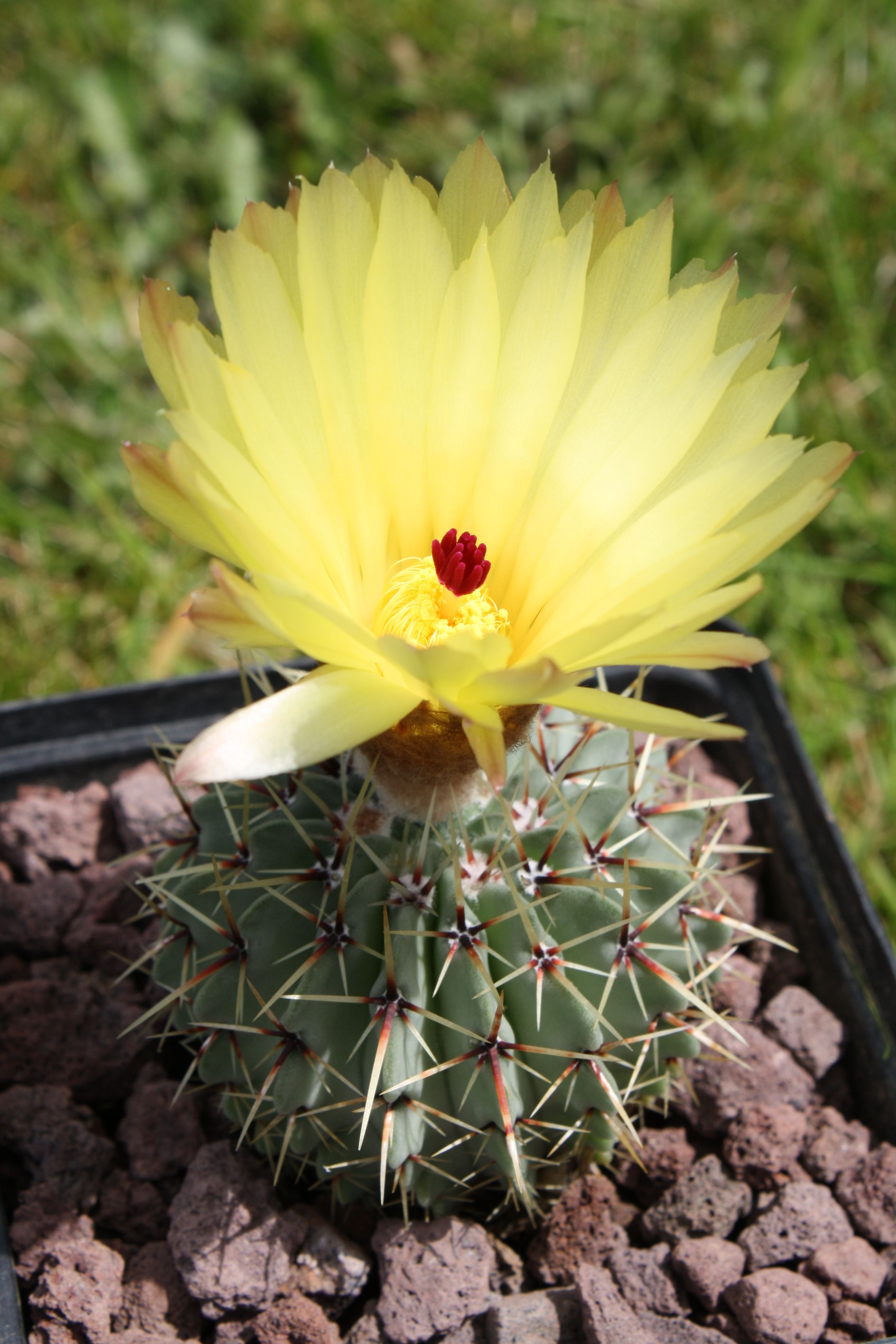